# 바이러스 (대한민국의 음악 그룹)
바이러스(Virus)는 1999년 결성되어 2006년까지 활동하였던 대한민국의 힙합 그룹이다. 현재는 활동을 중단한 상태이며, 멤버는 Minos와 Mecca이다. Virus라는 이름은 '전염성이 강한 유쾌한 바이러스'라는 의미를 가지고 있다.

## 역사
Virus는 고등학교 동창이었던 Minos, Mecca, GMC에 의해 1999년 결성되었다. 그들은 대구광역시에서 활동하면서, 컴필레이션 앨범 Tha Beatz에 Rap Father라는 곡으로 참여하면서 처음으로 녹음물을 남겼다. 결성 1년이 지난 후 GMC는 집안 사정에 의해 탈퇴를 하고, 이때부터 Virus는 2인조로 활동하기 시작하였다.
얼마 안 가 Virus는 Psycho Sound라는 크루의 일원으로, 대구의 클럽 HEAVY의 정기 공연 Hiphop Train의 구성원으로써 활동하면서 자신들만의 매니아 층을 형성하였다. 2003년 초에는 Hiphop Train 컴필레이션 앨범 In da Heavy에도 참여하였으며, 그러던 중 2dr과의 만남으로 신의의지와 계약을 맺었다. 그리고 얼마 안 가 데뷔 EP를 발표하였는데, 이 앨범은 당시 한국 언더그라운드에 만연하던 철학적이고 시적인 가사에서 벗어나, 일상적인 얘기들을 편안하게 풀어내 힙합 팬들에게 좋은 반응을 얻었다.
이후 Virus는 두 멤버의 군복무로 2006년까지 활동을 중단하였으며, 두 멤버의 군 제대 후에는 Ignito, Elcue의 앨범에 피쳐링하는 활동을 한 것 외에, 데뷔 EP 재발매로 공연 활동을 이어나갔다. 특히 Minos는 독자적인 활동을 활발하게 이끌어나가 Eluphant, Soulman & Minos 등의 프로젝트 팀 외에 자신의 솔로 앨범을 발매하기도 하였다.
시간이 지나면서 Mecca는 점차 자신의 학업 일에 치중하게 되었고, 결국 본업으로써의 힙합은 접게 되어 Virus는 잠정 해체에 들어갔다. Minos는 넋업사니와 진행하는 인터넷 라디오 방송 Chocolate Sounds에서 Virus는 언제든지 돌아올 수 있는 것을 밝혔으며, 현재 Minos 혼자 활동을 이어가고 있다.
2010년 1월에 나온 Minos in Nuol의 앨범 수록곡 건배에는 Mecca의 랩이 오랜만에 담겨있다.
대표곡: Rap Father, 삼류시인의 시, Sentimental Dream: Miss U, Take Me There

## 디스코그래피
- 2003년 5월 13일 Pardon Me? EP
- 2006년 11월 2일 Pardon Me? [재발매] EP

## 스타일
이들의 스타일은 한가지로 묶을 수는 없겠으나, EP에서 보여준 "이야기꾼"의 성향이 가장 강하다. 삼류시인의 시, Take Me There나 Ignito의 비관론에 피쳐링한 가사들을 보면 심각하고 시적인 가사들로도 얘기를 풀어나가는 경우가 있지만, Sentimental Dream: Miss U, Sunshine 등 다른 대표곡들을 살펴볼 때, 평범한 하루에 일어나는 얘기들을 소재로 편안하게 풀어내는 것이 특징이다. 예를 들어, 나도 여자를 업어본 적이 있죠 에서는 자신의 어머니들에게 바치는 노래를, 돋보기 너머 희뿌연 풍경 에서는 세발자전거에 얽힌 짧은 픽션 이야기를 하는 식이다. 이로써 이들의 앨범은 "한국적 스토리텔링의 완성"이라는 좋은 평을 받기도 하였다. 그러면서, 대구 사투리를 가리지 않고 가사에 사용하여 친근한 느낌을 주는 것도 특징이다.